# ريجنالد تاكر كالدويل
ريجنالد تاكر كالدويل هو سياسي كندي، ولد في 11 يونيو 1885، وتوفي في 2 مارس 1939. انتخب عضو مجلس نواب نوفا سكوتيا.